# Fremont (Nou Hampshire)
Fremont és una població dels Estats Units a l'estat de Nou Hampshire. Segons el cens del 2007 tenia 4.074 habitants.

## Demografia
Segons el cens del 2000, Fremont tenia 3.510 habitants, 1.165 habitatges, i 983 famílies. La densitat de població era de 79 habitants per km².
Dels 1.165 habitatges en un 44% hi vivien nens de menys de 18 anys, en un 74,1% hi vivien parelles casades, en un 5,8% dones solteres, i en un 15,6% no eren unitats familiars. En el 10,4% dels habitatges hi vivien persones soles el 3,5% de les quals corresponia a persones de 65 anys o més que vivien soles. El nombre mitjà de persones vivint en cada habitatge era de 2,99 i el nombre mitjà de persones que vivien en cada família era de 3,2.
Per edats la població es repartia de la següent manera: un 29,1% tenia menys de 18 anys, un 5,3% entre 18 i 24, un 38% entre 25 i 44, un 20,5% de 45 a 60 i un 7,2% 65 anys o més.
L'edat mediana era de 36 anys. Per cada 100 dones de 18 o més anys hi havia 96,4 homes.
La renda mediana per habitatge era de 62.171$ i la renda mediana per família de 63.808$. Els homes tenien una renda mediana de 45.560$ mentre que les dones 27.964$. La renda per capita de la població era de 24.082$. Entorn del 3,8% de les famílies i el 4,2% de la població estaven per davall del llindar de pobresa.